# Wolf Tekook

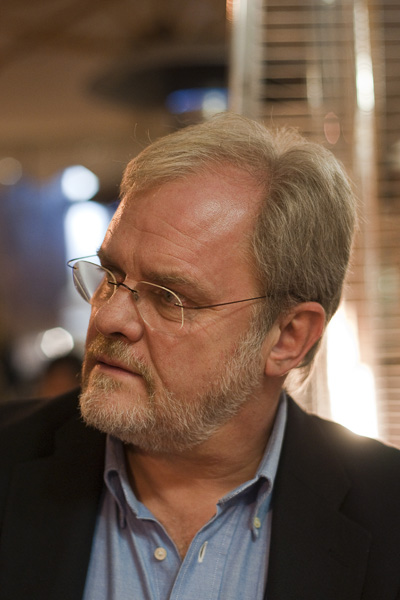
Wolf Tekook (2009)

Wolf Tekook (eigentlich Friedrich Wolfgang Tekook; * 1. August 1951 in Düsseldorf; Pseudonym: WolfTek, Zusatz Fotocouturist) ist ein deutscher Künstler.

## Leben
Von 1971 bis 1977 belegte er ein Medizinstudium. 1977 erfolgte seine Promotion zum Dr. med., 1982 wurde er Facharzt für Allgemeinmedizin. Bis heute ist er tätig in Krefeld.
Seit 1983 betreibt er digitale Bearbeitung eigener Fotografien mit Schwerpunkt Fotomontage. Hauptthemen sind menschliche Interaktionen sowie die Verarbeitung von Literaturthemen von der Antike bis zur Neuzeit. Ein Schwerpunkt ist der Holocaust; Ausstellungen in Deutschland und den USA dienten dabei als Grundlage für Diskussionen. Vor dem Hintergrund einer zunehmenden Globalisierung und deren Problemen entstanden seit 2007 zunehmend zeit- und gesellschaftskritische Arbeiten, die unter anderem im Zusammenhang mit Attac vorgestellt werden.

## Einzelausstellungen (Auswahl)
- 2008 Landtag NRW Düsseldorf
- 2010 artClub-Galerie Köln
- 2010 Helmspark-Galerie Hittfeld
- 2011 Großmarkt-Galerie Krefeld
- 2011 artClub-Galerie Köln
- 2013 artClub-Galerie Köln
- 2013 Großmarkt-Galerie Krefeld
- 2019 Galerie Eifel-Kunst Schleiden „Gedanken zur Shoah“
- 2019–2020 Rathaus-Galerie Mechernich „Holocaust“

## Gruppenausstellungen (Auswahl)
- 2006 Rhein-Erft-Kunsttage Brauweiler (auch 2007)
- 2006 derartderort Gotha (auch 2011)
- 2007 Primopiano LivinGallery Lecce, Italien (auch 2008)
- 2009 D.U.- Galerie Villach, Österreich (auch 2009, 2011, 2012)
- 2009 Salón del Arte Miami, USA
- 2009 Wasserturm Favoriten Wien, Österreich
- 2010 Gut Basthorst
- 2010 Kunstlege – Galerie für digitale Kunst Hohenegg
- 2013 Kunstforum Würzburg, Würzburg, Deutschland
- 2012 Puffin Cultural Forum Teaneck, USA
- 2012 Migdalor-Galerie Tel Aviv-Yaffo, Israel
- 2012 Kunst!Punkt-Galerie Hüfingen
- 2012 5th Beijing International Art Biennale, China
- 2013 Galerie ZEBRAlabor, Wien, Österreich
- 2013 Kunstforum Würzburg, Würzburg, Deutschland
- 2013 Atélier Grognard, Rueil-Malmaison, Frankreich
- 2013 Galérie 59RIVOLI, Paris, Frankreich
- 2016 Marler Kunststern,[1] Deutschland
- 2016 Sixth Jinan International Photography Biennial Exhibition, Jinan, China
- 2017 Kibbutzgalerie Samar, Israel

## Bücher
- Philemon und Baucis. Shaker Verlag, 2009, ISBN 978-3-86858-243-7.
- HAUTKontakt. Shaker Verlag, 2009, ISBN 978-3-86858-500-1.
- LEBENSKontakte. JRW-Verlag, 2012, ISBN 978-3-931628-06-2.
- Fünfzig Worte. Amazon, 2021, ISBN 979-8-7753-1199-5.